# Глюкуроніди

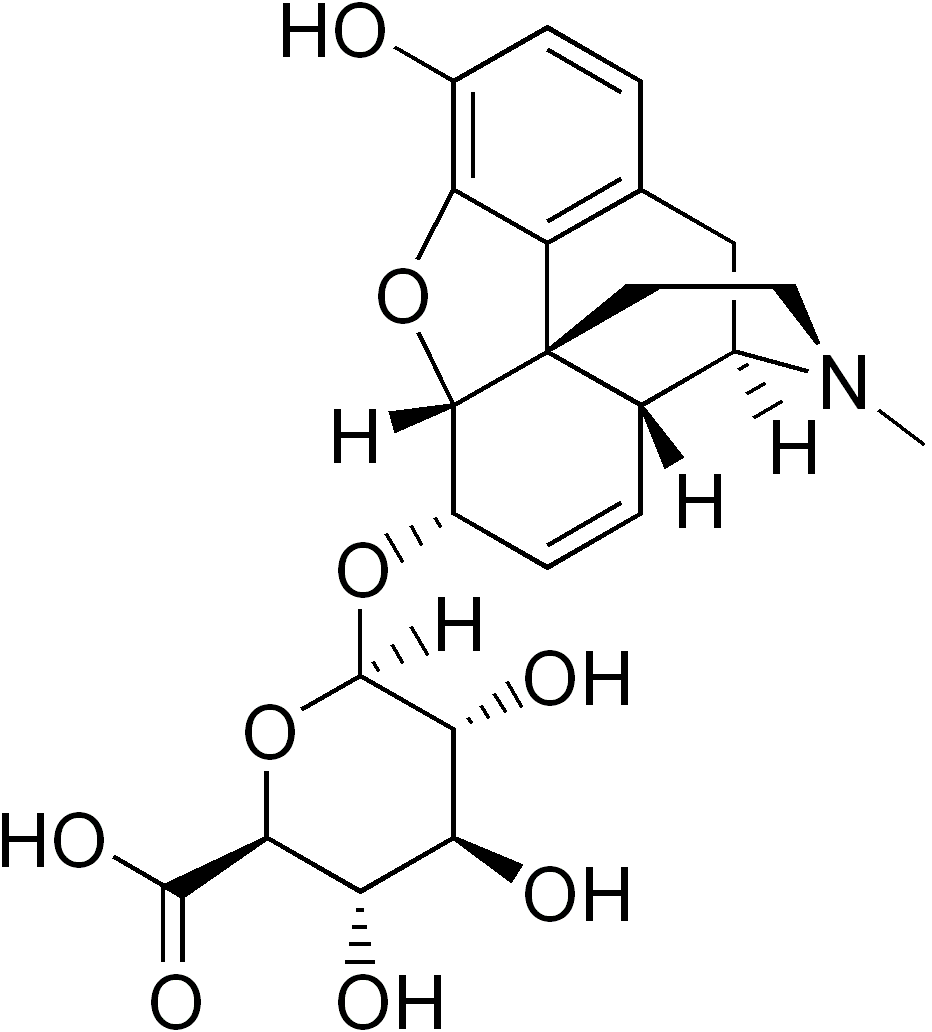
Морфін-6-глюкуронід, один з головних метаболітів морфіну

Глюкуроні́ди, також відомі як глюкуронози́ди, похідні цукрів, утворені з глюкуронової кислоти та іншої речовини, які зв'язані між собою за допомогою глікозидного зв'язка. Таким чином, глюкуроніди є глікозидами.
Глюкуронізування, процес перетворення хімічних сполук на глюкуроніди, відбувається в організмі тварин як один з етапів екскреції токсинів, молекул лікарських засобів, а також інших речовин, які не можуть бути засвоєні організмом. Глюкуронова кислота приєднується до сполук із утворенням глюкуронідів, які як правило мають набагато вищу розчинність у воді порівняно з вихідними сполуками. Глюкуроніди екскретуються в нирках та виводяться з організму разом з сечею.
Ензими, які гідролізують глікозидний зв'язок глюкуронідів, мають назву глюкуронідази.

## Приклади
- Міквеліанін (Кверцетин 3-O-глюкуронід)
- Морфін-6-глюкуронід